# مانتيس بج تراكر
 مانتيس بج تراكر (بالإنجليزية: Mantis Bug Tracker)‏ هي برنامج يستخدم لتتبع العلل؛ وهي مرخصة تحت رخصة جنو العمومية العامة الإصدارة 2؛ اسم البرنامج Mantis والشعار هما إشارة لعائلة من الحشرات تسمى سراعيف مصلية، وهذه العائلة تعرف بتتبع وأكل الحشرات الأخرى؛ اسم المشروع يتم اختصاره عادة إلى MantisBT أو Mantis؛ بدأ تطوير مشروع مانتيس عام 2000، وتم إصدار النسخة 1.0 في يناير 2006 والنسخة 1.1 في ديسمبر 2007 والإصدار 1.2 في فبراير 2010؛ وقام مطورو المشروع باستخدام جت بدلا من سب فيرجن.

## وصلات خارجية
- مانتيس بج تراكر على موقع Framasoft (الفرنسية)
- مانتيس بج تراكر على موقع SourceForge (الإنجليزية)
- الموقع الرسمي